# Frankenmühle (Mühle)
Die Frankenmühle in der Gemeinde Schwalmtal war eine Wassermühle.

## Geographie
Die Frankenmühle hatte ihren Standort an der Schwalm im Ortsteil Frankenmühle, in der Gemeinde Schwalmtal im Kreis Viersen. Oberhalb liegt die Mühlrather Mühle, unterhalb die Borner Mühle. Der Wasserspiegel der Schwalm liegt bei 39 m über NN.

## Geschichte
Bei der Frankenmühle handelte es sich um eine Ölmühle, die dem Ortsteil Frankenmühle ihren Namen gegeben hat. Der Name ist schon im 13. Jahrhundert als Hondschaftsname nachgewiesen. In der Tranchot-Karte von 1806 ist der Name ebenfalls aufgeführt. Über den Namen weiß man einiges, über die Mühle nur wenig, wenn man von einigen Bodenfunden absieht. Die Bodenfunde wurden bei der Schwalm-Regulierung gemacht. Man entdeckte in etwa einem Meter Tiefe um die 30 Eichenpfähle, die oben verkohlt waren. Zwischen den Pfählen lagen Tonscherben aus dem 11. – 14. Jahrhundert und Mühlsteinreste.